# うなりくん
うなりくんは、日本のゆるキャラの一つ。千葉県成田市のマスコットキャラクター。成田市特別観光大使。

## 概要
うなりくんは、千葉県成田市の観光PRキャラクターで、公募と市民人気投票で決められ誕生した。名称は、名物の「うなぎ」と「なりた」をかけ合わせたものである。2010年3月29日、市長の小泉一成から「特別住民票」が交付され、特別観光大使に任命された。同年4月10日に開幕となる成田太鼓祭より観光PR活動を始める。
2013年5月22日、日本クラウンから「うなりくん　なう!」でCDデビューした。
2016年開催のゆるキャラ グランプリ2016では、投票得点269,780ptにて22位を獲得。2017年のゆるキャラ グランプリ2017では得票数805,328ptを獲得しご当地部門で優勝した。
2019年1月8日、松竹芸能に所属。
2021年10月6日、日本郵政150周年記念事業の一環として、成田市のJR成田線成田駅東口のロータリーに、うなりくんとぽすくまのイラストが描かれたポストが登場した。このポストは2022年3月31日までの期間限定で設置され撤去されたものの、「常設のうなりくんポストを作りたい」と成田伝統芸能まつり実行委員会がクラウドファンディングを開始。目標金額を超える支援を得たことを受け、新たなデザインの「うなりくんポスト」が同年11月に設置された。

## プロフィール
出典
- 性別 – 不詳。

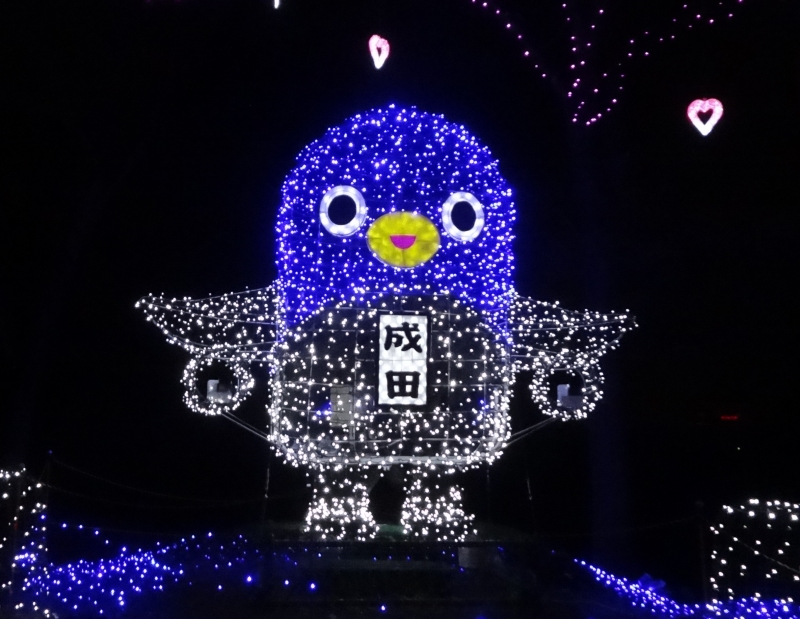
うなりくん（さくらの山ライトアップ）

- 性格 - ほのぼのとした平和な性格。誰とでも仲良くなれる。
- 出身地 -うなり星
- 誕生日 - 11月21日
- 好きな物 - 成田の子どもたち。成田名物のようかん、鉄砲漬、さつまいも、レンコン。季節の花。
- 語尾 – うな。

## 活動記録
出典
2011年
- 11月10日 - リップダブ撮影。

2012年
- 3月1日 - 宗吾霊堂出開帳。
- 3月18日 - 佐倉モノづくりFesta。
- 3月20日 - 東京ドイツ村で行われた旅いくキッズフェスタに参加する。
- 3月24日 - 高円寺純情商店街主催「高円寺Take the Town」で催されたゆるキャラ相撲に参加する。
- 4月5日 - 春の全国交通安全運動。
- 4月6日 - 千葉ロッテマリーンズのホーム開幕戦。
- 4月7日、8日 - 甲府市・信玄公祭り。
- 4月14日、15日 - 第24回成田太鼓祭。
- 11月17日 - テーマソングの「うなりくん なう!」「明日は願いが叶うなり♪」の発表会を開く。

2014年
- 11月11日 -『成田市特別観光大使 うなりくん公式ファンブック おさんぽ うなうな』発行。

## R-1グランプリ（R-1ぐらんぷり）
2019年から、ピン芸のコンクール「R-1グランプリ（旧・R-1ぐらんぷり）」に継続して出場している。しゃべることができないため、同大会では主にナレーションや音楽に合わせて体を動かすパフォーマンスを披露。
これまでの記録
- 2019年 - 2回戦進出
- 2020年 - 1回戦敗退
- 2021年 - 1回戦敗退
- 2022年 - 1回戦敗退
- 2023年 - 1回戦敗退
- 2024年 - 1回戦敗退